# Nathan Barrett
Nathan Barrett (né le 3 août 1981 à Vancouver en Colombie-Britannique) est un joueur canadien de hockey sur glace professionnel qui évoluait au poste de centre.

## Statistiques
Pour les significations des abréviations, voir Statistiques du hockey sur glace.

### En club
| Saison    | Équipe                    | Ligue    |    | Saison régulière | Saison régulière | Saison régulière | Saison régulière | Saison régulière |    | Séries éliminatoires | Séries éliminatoires | Séries éliminatoires | Séries éliminatoires | Séries éliminatoires |
| Saison    | Équipe                    | Ligue    | PJ | B                | A                | Pts              | Pun              | PJ               | B  | A                    | Pts                  | Pun                  |                      |                      |
| 1997-1998 | Americans de Tri-City     | LHOu     | 47 | 1                | 1                | 2                | 23               | --               | -- | --                   | --                   | --                   |                      |                      |
| 1998-1999 | Americans de Tri-City     | LHOu     | 33 | 9                | 9                | 18               | 19               | -                | -  | -                    | -                    | -                    |                      |                      |
| 1998-1999 | Hurricanes de Lethbridge  | LHOu     | 22 | 12               | 9                | 21               | 19               | 4                | 1  | 0                    | 1                    | 0                    |                      |                      |
| 1999-2000 | Hurricanes de Lethbridge  | LHOu     | 72 | 44               | 38               | 82               | 38               | -                | -  | -                    | -                    | -                    |                      |                      |
| 2000-2001 | Hurricanes de Lethbridge  | LHOu     | 70 | 46               | 53               | 99               | 66               | 5                | 1  | 1                    | 2                    | 6                    |                      |                      |
| 2001-2002 | Hurricanes de Lethbridge  | LHOu     | 72 | 45               | 62               | 107              | 100              | 4                | 0  | 1                    | 1                    | 6                    |                      |                      |
| 2002-2003 | Maple Leafs de Saint-Jean | LAH      | 69 | 9                | 22               | 31               | 35               | --               | -- | --                   | --                   | --                   |                      |                      |
| 2003-2004 | Maple Leafs de Saint-Jean | LAH      | 49 | 17               | 21               | 38               | 41               | -                | -  | -                    | -                    | -                    |                      |                      |
| 2004-2005 | Maple Leafs de Saint-Jean | LAH      | 61 | 17               | 22               | 39               | 34               | 3                | 0  | 1                    | 1                    | 0                    |                      |                      |
| 2005-2006 | Admirals de Norfolk       | LAH      | 78 | 30               | 31               | 61               | 68               | 4                | 1  | 2                    | 3                    | 4                    |                      |                      |
| 2006-2007 | Straubing Tigers          | DEL      | 18 | 5                | 5                | 10               | 20               | -                | -  | -                    | -                    | -                    |                      |                      |
| 2006-2007 | TPS Turku                 | SM-liiga | 16 | 7                | 5                | 12               | 12               | 1                | 0  | 0                    | 0                    | 2                    |                      |                      |
| 2007-2008 | HC Viège                  | LNB      | 3  | 4                | 3                | 7                | 2                | -                | -  | -                    | -                    | -                    |                      |                      |
| 2007-2008 | Salmon Kings de Victoria  | ECHL     | 13 | 3                | 10               | 13               | 4                | --               | -- | --                   | --                   | --                   |                      |                      |
| 2007-2008 | Wranglers de Las Vegas    | ECHL     | 7  | 4                | 2                | 6                | 10               | -                | -  | -                    | -                    | -                    |                      |                      |
| 2008-2009 | Nailers de Wheeling       | ECHL     | 1  | 0                | 0                | 0                | 0                | -                | -  | -                    | -                    | -                    |                      |                      |